# Hr.Ms. Abraham Crijnssen (1937)
Hr.Ms. Abraham Crijnssen (C) was een Nederlandse mijnenveger van de Jan van Amstelklasse, gebouwd door de scheepswerf Gusto uit Schiedam. Het schip was vernoemd naar de Nederlandse commandeur Abraham Crijnssen. De schepen van de Jan van Amstelklasse konden ook ingericht worden als mijnenlegger.

## Inzet tijdens de Tweede Wereldoorlog
Tijdens het uitbreken van de Tweede Wereldoorlog bevond de Abraham Crijnssen zich in Nederlands-Indië. Door de overmacht van Japan en de verloren slag in de Javazee was de situatie voor de Nederlandse marine hopeloos. Daarom kreeg het schip de instructie om naar Australië te vertrekken. De drie andere mijnenvegers werden tot zinken gebracht om te voorkomen dat ze in handen van de vijand kwamen. In maart 1942 begonnen onder leiding van luitenant ter zee Anthonie van Miert de voorbereidingen voor de oversteek naar Australië. Het schip werd geschilderd in camouflagekleuren en ook werd het schip met behulp van netten, takken en ander groen vermomd als tropisch eiland. Op 6 maart 1942 21:30 vertrok de Abraham Crijnssen vanuit Soerabaja naar Australië. In de ochtend van 7 maart werden de Eland Dubois en de Jan van Amstel ongecamoufleerd bij het eiland Gili Radja waargenomen. Daarop besloot de commandant van de Abraham Crijnssen voor anker te gaan bij het oostelijker gelegen Gili Getting. In Gili Getting werden de voorraden aangevuld en de camouflage werd bijgewerkt. Door 's nachts te varen en overdag voor anker te gaan werd via Sapoedi op 9 maart de Noordwestkust van Soembawa bereikt. In Soembawa werd aan land gegaan om kokosnoten te laden. Die avond werd ook, zonder problemen, Straat Alas geslecht waarna het schip op de Indische Oceaan was en aan één stuk kon doorstomen naar Australië.
Op 15 maart 1942 arriveerde de Abraham Crijnssen in het Australische Geraldton. Hier deed het schip tot 16 augustus 1942 dienst als patrouillevaartuig. Van 26 augustus 1942 tot 5 mei 1943 was de Abraham Crijnssen in dienst bij de Australische marine. Van de terugkeer in Nederlandse dienst tot 1945 deed het schip weer dienst als patrouillevaartuig. Op 7 juni 1945 vertrok de Abraham Crijnssen vanuit Sydney naar Darwin met als opdracht om de Nederlandse onderzeeboot K IX daarheen te slepen, maar tijdens de tocht brak het sleeptouw en de K IX spoelde aan op een strand.

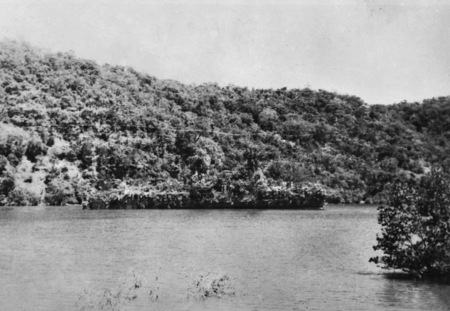
De Abraham Crijssen vermomd als eiland
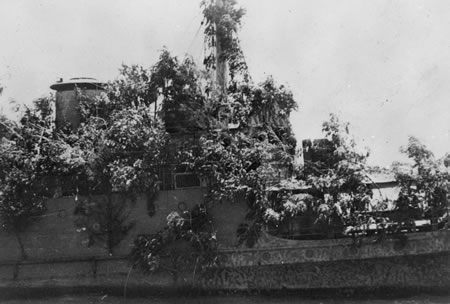
De brug van de Abraham Crijnssen tijdens de vlucht naar Australië
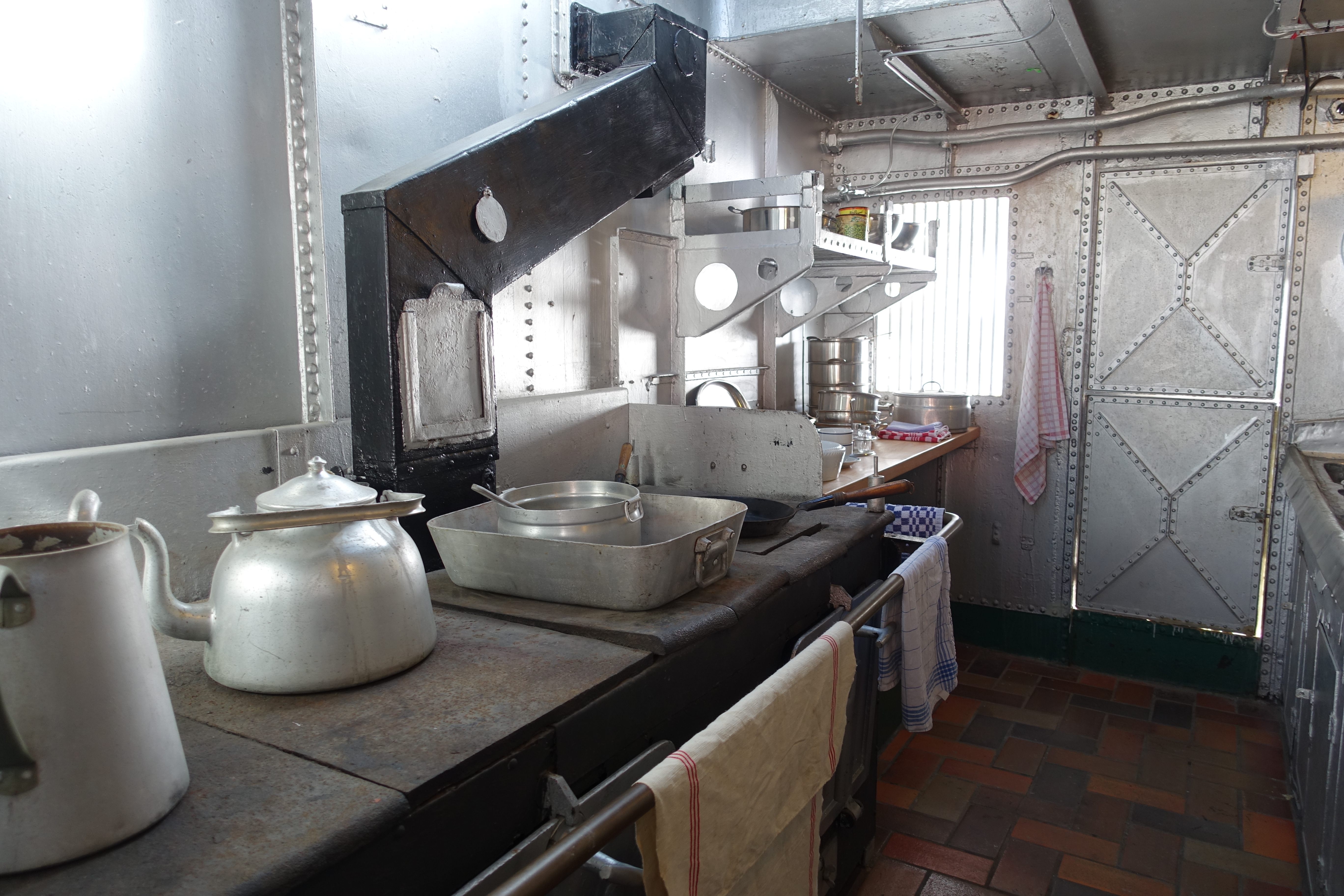
De kombuis, foto uit 2017
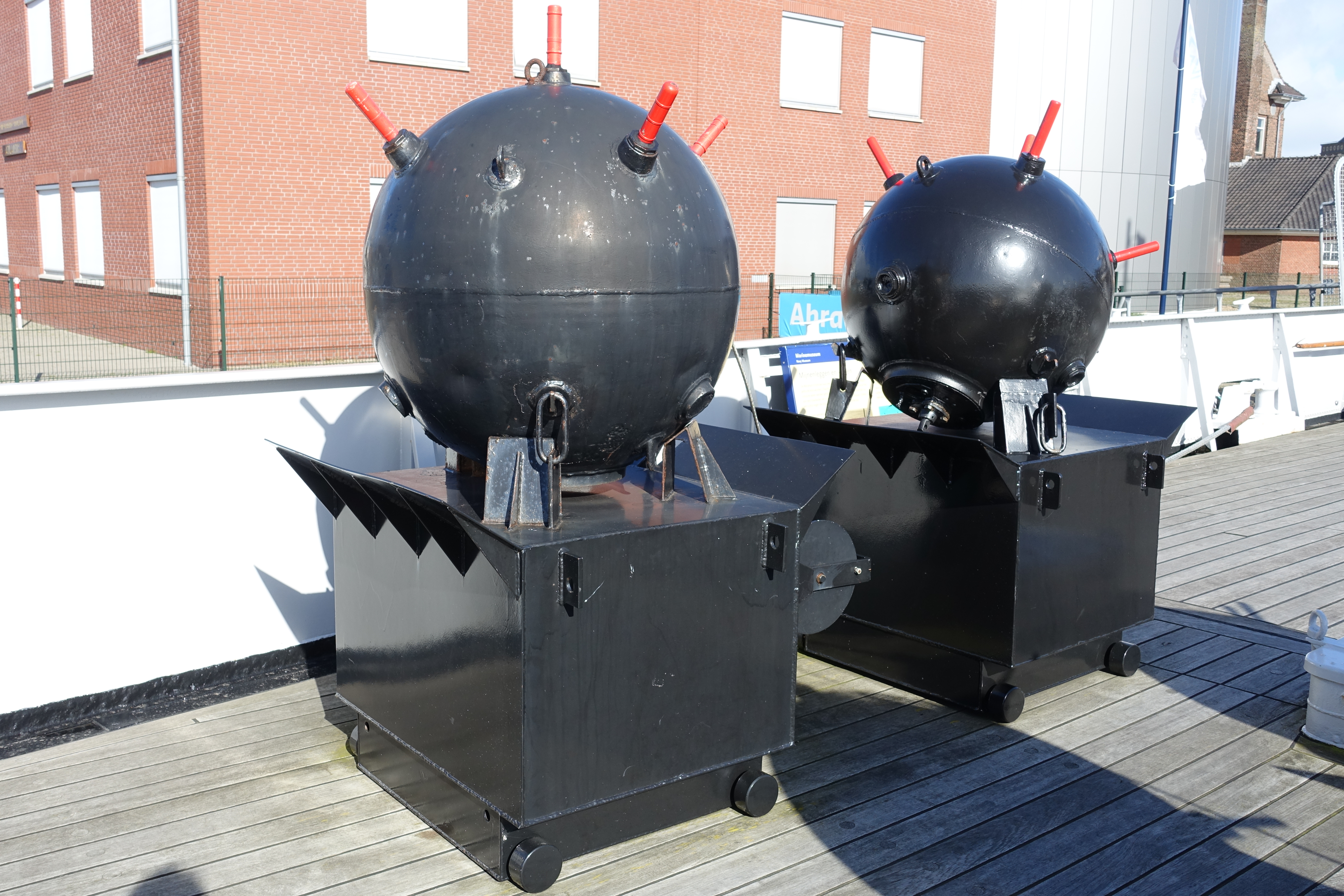
Zeemijnen op het dek van de Abraham Crijnssen in 2017

## De Abraham Crijnssen na de Tweede Wereldoorlog

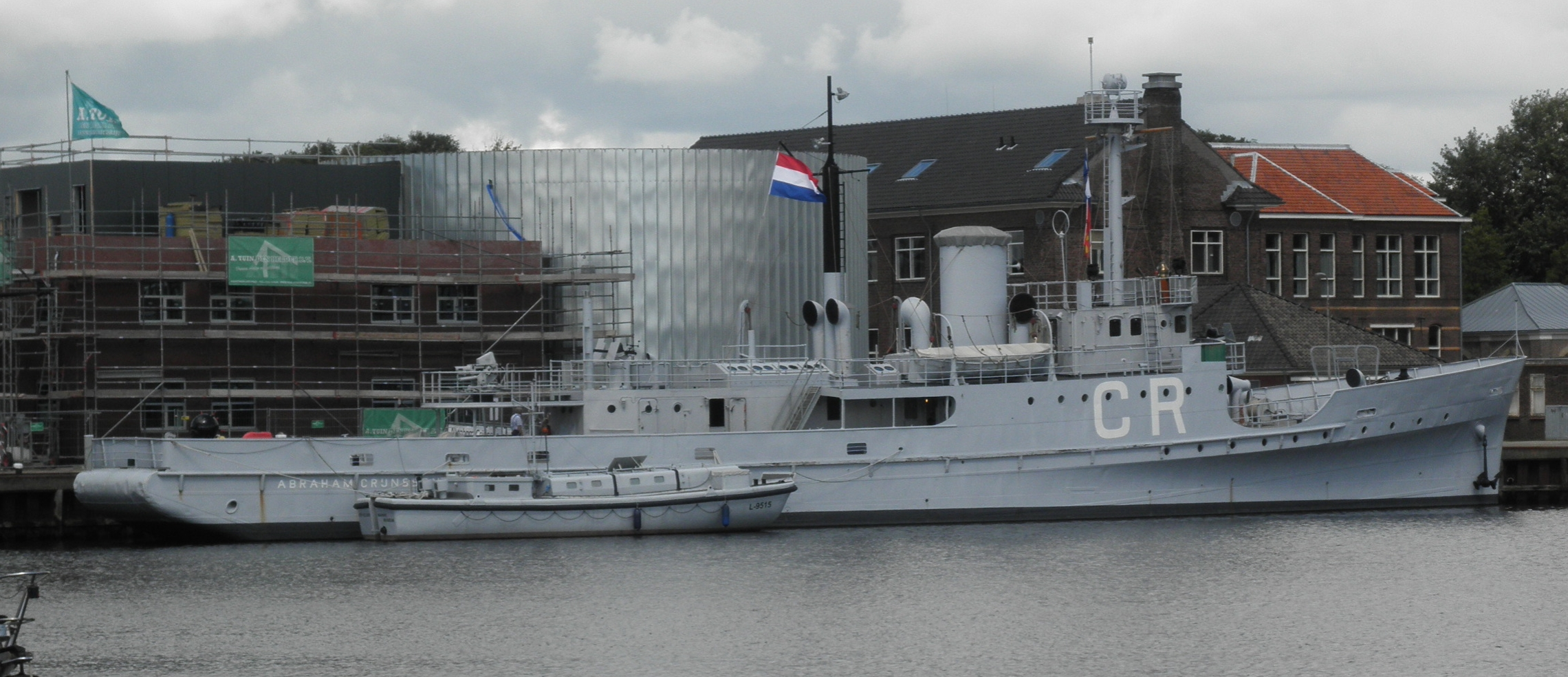
Als museumschip aan de kade bij het Marinemuseum

Na de Tweede Wereldoorlog werd de Abraham Crijnssen tot 1949 ingezet als patrouilleschip in Nederlands-Indië, van 1949 tot de onafhankelijkheid van Nederlands-Indië werd het schip weer actief als mijnenveger gebruikt. Na de onafhankelijkheid van Nederlands-Indië keerde het schip terug naar Nederland waar het in 1961 aan de zeekadetten in bruikleen werd gegeven.
In 1995 werd besloten om de Abraham Crijnssen voor het nageslacht te bewaren; sinds 1997 is het als museumschip voor het publiek te bezichtigen in het Marinemuseum in Den Helder.